# Dinidor
Dinidor – rodzaj pluskwiaków z podrzędu różnoskrzydłych i rodziny Dinidoridae. Obejmuje 7 opisanych gatunków.

## Morfologia
Pluskwiaki o ciele w zarysie owalnym, silniej wypukłym po stronie brzusznej niż po stronie grzbietowej.
Niewielkich rozmiarów głowa jest wklęśnięta na przodzie i wypukła z tyłu, wierzchołek ma lekko szpatułkowaty, a brzegi boczne przed oczami zafalowane. Oczy złożone są szypułkowate. Odległość między przyoczkami jest około dwóch razy większa niż odległość między przyoczkiem a brzegiem oka złożonego. Czułki zbudowane są z czterech członów, z których pierwszy sięga do wierzchołka głowy lub poza niego. Sięgająca w spoczynku przednich brzegów bioder tylnej pary kłujka zbudowana jest z czterech członów, z których drugi jest najdłuższy. Bukule są wyniesione i płatkowate.
Przedplecze ma rozwarte kąty przednie, lekko łukowate krawędzie boczne oraz zaokrąglone kąty tylne. Niedochodząca do środka długości odwłoka tarczka ma silnie zafalowane brzegi boczne i zaokrąglony szczyt. Półpokrywy mają znacznie dłuższe od tarczki przykrywki i dochodzące do końca odwłoka lub wykraczające poza jego koniec zakrywki. Środkiem śródpiersia i zapiersia biegnie podłużny rowek. Gruczoły zapachowe zatułowia mają języczkowato przedłużone kanaliki wyprowadzające. Odnóża zwieńczone są trójczłonowymi stopami.
Odwłok ma częściowo odsłonięte listewki brzeżne. Genitalia samca mają zwykle dwie słabo rozwinięte pary wyrostków na koniunktywie, z których grzbietowo-boczna rozwinięta jest lepiej niż brzuszno-boczna, oraz szerokie, płaskie i po jednej stronie zaokrąglone paramery. Genitalia samicy mają spermatekę z krótkim, rurkowatym przewodem.

## Rozprzestrzenienie
Jedyny w całej rodzinie rodzaj neotropikalny. Podawany jest z Panamy, Kolumbii, Ekwadoru, Peru, Boliwii, Brazylii i Paragwaju.

## Taksonomia
Takson ten wprowadził w 1829 roku Pierre-André Latreille w randze podrodzaju w obrębie rodzaju Edessa. Gatunkiem typowym wyznaczył on Cimex mactans, opisanego w 1798 roku przez Johana Christiana Fabriciusa. W 1864 roku omawiany takson wyniesiony został do rangi osobnego rodzaju przez Carla Ståla.
Do rodzaju tego zalicza się 7 opisanych gatunków:
- Dinidor brazilensis Durai, 1987
- Dinidor impicticollis Stål, 1870
- Dinidor mactabilis (Perty, 1833)
- Dinidor mactans (Fabricius, 1798)
- Dinidor pulsator Schouteden, 1913
- Dinidor rufocinctus Stål, 1870
- Dinidor saucius Stål, 1870